# Hans Werner Knobloch
Hans Werner Knobloch (* 25. Februar 1928 in Chemnitz) ist ein deutscher Industriekaufmann, Schauspieler, Hörspielautor und Autor von Kinderbüchern.

## Leben
Hans Werner Knobloch (ohne Bindestrich, da der zweite Vorname der Vorname des Vaters ist) absolvierte von 1943 bis 1946 eine Ausbildung zum Schauspieler und Regisseur. Von 1946 bis 1952 übte er diese Berufe, beziehungsweise den eines Dramaturgen, aus. Danach ließ er sich im Hinblick auf die Übernahme des väterlichen Unternehmens von 1953 bis 1956 zum Industriekaufmann ausbilden. Ab 1961 wurde er als Inhaber der väterlichen Firma geführt. Er wirkte außerdem als freier Schriftsteller und schrieb mehrere Kinderbücher. Sein erstes hieß Das Geschenk der Seidenprinzessin und erschien 1964 im Franz Schneider Verlag, München. Später widmete er sich dem Genre des Kinderhörspiels, wobei er neue Geschichten erfand, aber auch seine eigenen Bücher umarbeitete sowie auf literarische Vorlagen zurückgriff, so auf einige Märchen von Wilhelm Hauff. 1975 schuf der zeitweise in München und im norditalienischen Tremosine lebende Knobloch für den Südwestfunk eine zwölfteilige Hörspielfassung von Bernhard Kellermanns bekanntestem Roman Der Tunnel.

## Werke

### Bücher
- Das Geschenk der Seidenprinzessin. F. Schneider, München 1964.
- Auf unserer Insel tut sich was. F. Schneider, München 1966.
- Stups. Thienemann, Stuttgart 1970, ISBN 3-522-11590-2.
- Die Gäste des Herrn Pippinello. Nach dessen eigenen Berichten aufgeschrieben. Thienemann, Stuttgart 1972, ISBN 3-522-11850-2.
- Das Geheimnis der Göttin Si-ling-shi. Thienemann, Stuttgart 1973, ISBN 3-522-11950-9.
- Hauptgewinn ein Kalb (= Ravensburger Taschenbücher. Band 472). Otto Maier, Ravensburg 1978, ISBN 3-473-39472-6.

### Hörspiele
Über 100 Hörspiele, darunter Hörspielserien, und Bearbeitungen von Märchen, Kinderbüchern und Romanen.
- 1972: Wilhelm Hauff: Die Karawane (1. Teil: Kalif Storch) (Bearbeitung (Wort)) – Regie: Lothar Schluck (SWF)